# رینگگاو
رینگگاو (به آلمانی: Ringgau) یک شهر در آلمان است که در ورا-مایسنر واقع شده‌است. رینگگاو ۳٬۲۷۴ نفر جمعیت دارد.